# Amphiura acutisquama
Amphiura acutisquama is een slangster uit de familie Amphiuridae.
De wetenschappelijke naam van de soort werd in 1952 gepubliceerd door Ailsa McGown Clark.